# ロジェ (宝塚歌劇)
ミュージカル『ロジェ』は、宝塚歌劇団雪組で上演されたミュージカル作品である。16場。作・演出は正塚晴彦。
2010年6月25日（金）から7月26日（月）（新人公演は7月13日（火））に宝塚大劇場、同年8月13日（金）から9月12日（日）（新人公演は8月26日（木））に東京宝塚劇場で上演された。本公演における併演作品はショー『ロック・オン!』。

## 概説
インターポールの刑事・ロジェがナチス戦犯の逃亡組織を追いながら、幼時に自身の家族を殺した犯人を捜していく物語。
当時の雪組主演コンビ水夏希・愛原実花を始めとする10名の退団公演となった。

## スタッフ
宝塚大劇場公演のデータ
- 作曲[3]・編曲[3]：高橋城、玉麻尚一
- 編曲：高橋恵[3]
- 音楽指揮：御﨑恵[3]
- 振付[3]：伊賀裕子、平澤智
- 装置：大橋泰弘[3]
- 衣装：任田幾英[3]
- 照明：勝柴次朗[4]
- 音響：大坪正仁[4]
- 小道具：伊集院徹也[4]
- 演出助手：田渕大輔[4]
- 舞台進行：荒金健二[4]
- 制作：角田泰久[4]

## 主な配役
※「（）」の人物は新人公演
- ロジェ：水夏希（彩風咲奈）[5]
- レア：愛原実花（夢華あみ）[5]
- リオン：音月桂（香綾しずる）[5]
- バシュレ：未沙のえる（帆風成海）[5]
- クリスティーヌ：美穂圭子（透水さらさ）[5]
- カウフマン：飛鳥裕（朝風れい）[5]
- ロサナ：麻樹ゆめみ（千風カレン）[5]
- エルビラ：舞咲りん	（此花いの莉）[5]
- ゲルハルト：奏乃はると（真那春人）[5]
- ヤコブ：彩那音（梓晴輝）[5]
- カミーラ：花帆杏奈（舞羽美海）[5]
- ローラ/フィオナ：涼花リサ[5]
- ローラ：（悠月れな）[5]
- フィオナ：（雛月乙葉）[5]
- クロード：真波そら（凰華れの）[5]
- シュミット：緒月遠麻（凛城きら）[5]
- クラウス：早霧せいな（彩凪翔）[5]
- パメラ/街の女：晴華みどり[5]
- パメラ：（白渚すず）[5]
- 街の女：（星乃あんり）[5]
- マキシム：沙央くらま（透真かずき）[5]
- モニーク：早花まこ（花瑛ちほ）[5]
- 組織の男：大凪真生（久城あす）[5]
- アイザック：大湖せしる（月城かなと）[5]
- 組織の男：彩夏涼（亜聖樹）[5]
- 組織の男：紫友みれい（央雅光希）[5]
- 街の男：蓮城まこと（詩風翠）[5]
- 街の男：香綾しずる（大澄れい）[5]
- ドミニク：愛加あゆ（天舞音さら）[5]
- ヴィンセント：彩風咲奈（煌羽レオ）[5]
- マリア：舞羽美海（愛加あゆ）[5]